# エキサイト トラック
『エキサイト トラック』（Excite Truck）は、Monster Games開発、任天堂発売のWii専用ゲームソフト。日本では2007年1月18日に、アメリカでは2006年11月19日に、ヨーロッパでは2007年2月22日に発売。

## 概要
Wiiリモコンをハンドルに見立て、左右に傾ける事によってステアリングを切り、クルマを操作する。レーシングアクションのジャンル名の通りアクション要素を含んでおり、このアクション部分に重点を置いた内容になっている。コースを走行し、レース中に様々なスタントを決める事によってスターを獲得し、ゴールするまでに獲得したスターの数によってレースの最終的な評価が下される。そのため1位になることだけでなく数多くのスタントをこなすことも重要になってくる。
北米ではWiiのローンチタイトルとなっている。続編に『エキサイト猛マシン』がある。

## ゲーム内容
エキサイトレース
いわゆるCPU戦、ブロンズ～プラチナ（ハード、ミラーのみクリスタルあり）までの4タイトル×5コース（ただしブロンズは4コース、クリスタルは１コース）を次々にこなしていくモード。条件を満たすことで、上級難易度のハードレースやミラーレース、隠しトラックなどが解禁される。
チャレンジ
いくつかの条件を設定された時間以内にクリアするモード。条件を満たすことでスーパーチャレンジコースや隠しアイコンが使用できるようになる。
VS対戦
もうひとつのリモコンを接続することで選択可能になるモードで、1対1のタイマンバトル。
トレーニング
ゲーム中の様々なスタントをトレーニングできるモード。ファイルを初めて作ったときにはこのモードしか選べず、基本トレーニングの1をクリアすることで、エキサイトレース他が解禁される。

## スタント一覧
ジャンプ
大きなジャンプで飛び出し、クルマをできるだけ長く滞空させるスタント。
リモコンを手前に傾けると長く滞空でき、奥に傾けると短いジャンプが出来る。
ドリフト
ハンドルを切るときに、クルマをドリフトさせるスタント。
ツリーラン
激突しないように気をつけながら、樹木の近くを走り抜けるスタント。
エアスピン
空中で車を回転させるスタント。
モーフアタック
トリガーアイテムで地形を変えたときに、敵車を空中に打ち上げることができればスタントとなる。
一部のコースを除いて狙ってできるスタントではない。
ジャンプコンボ
ブーストジャンプをすばやく連続で決めるスタント。
スマッシュ
敵に体当たりする。
ナイスクラッシュ
クルマが激突してクラッシュすると、スターを一つ獲得することができる。
リング
ジャンプして、空中のリングを潜り抜けるスタント。

## アイテム
パワーアイテム
スピードがアップし、木をなぎ倒せる。
トリガーアイテム
目の前の地形が変化したり、リングが出現したりする。

## コース
エキサイトレースのコースは、ノーマルとハードのレベルがある。さらに、ノーマルはブロンズ、シルバー、ゴールド、プラチナのレベルに分かれており、ブロンズをクリアするとシルバー、シルバーをクリアするとゴールド、ゴールドをクリアするとプラチナのコースをプレイすることができる。ノーマルの全コースでSランクを獲得すると、ハードのレベルに挑戦することができる。さらに、ハードの全コースでSランクを獲得すると、ミラーに挑戦することができる。それぞれのレベルのコースは次の通りである。

### ノーマル
ブロンズ

メキシコ・フィジー・カナダ・スコットランド
シルバー

メキシコ・フィンランド・スコットランド・フィジー・チャイナ
ゴールド

カナダ・フィンランド・チャイナ・スコットランド・フィジー
プラチナ

フィンランド・スコットランド・メキシコ・チャイナ・カナダ

### ハード
ブロンズ～プラチナは同上
ダイヤモンド

クリスタル

### ミラー
ミラーモードは、ハードモードをすべてSでクリアすると出現する。内容は、その名の通りハードモードのステージがすべて左右逆になっている。それ以外の変更点は特にない。

## 車種
- 初期

ボルダー（中級者向け）
全体的にバランスがとれた性能のクルマ。
ファイアフライ（初心者向け）
軽量級でジャンプ力が高いクルマ。
ウルフ（上級者向け）
操作にキレのあるスピーディーなクルマ。
- 隠し

サミット（上級者向け）
スピードは優れているが、ハンドリングは悪いクルマ。
サーペント（初心者向け）
スピードは劣るがグリップは優れたクルマ。
アルペン（初心者向け）
ハンドリングとジャンプ力が高いクルマ。
レイブン（中級者向け）
バランスの良いクルマ。
ドミネーター（中級者向け）
レイブンとよく似た性能のクルマ。
ラッド（初心者向け）
加速の優れたクルマ。
レーザー（上級者向け）
スピードと加速は高く、ジャンプ力とハンドリングは低いクルマ。
ダイナモ（中級者向け）
バランスはとれているがハンドリングが高いクルマ。
マングース（上級者向け）
ブラスター（上級者向け）
マコ（上級者向け）
トレッカー（中級者向け）
コーディアック（上級者向け）
スピードと加速が高く、ジャンプとハンドリングは劣るクルマ。
サグアロ（初心者向け）
ウルヴェリン（中級者向け）
ワスプ（上級者向け）
モンスター（超上級者向け）
スピード、加速、ジャンプ、ドリフトが高いクルマ。
クレイジーモンスター（超上級者向け）
常にパワーアイテムを取った状態になるモンスター。

## その他
Wii本体に挿したSDメモリーカードに保存してあるMP3ファイルを、レース中のコースBGMに設定する事ができる。